# Pierre Legrain (athlétisme)
Pour les articles homonymes, voir Legrain.
Pierre Legrain (né le 18 février 1920 à La Neuville et mort le 20 juin 2005 à Thumeries) est un athlète français spécialiste du lancer de marteau. 

## Carrière athlétique
Il a été champion de France du lancer du marteau à quatre reprises (1948, 1949, 1951, 1953), et international à 43 reprises (de 1948 à 1959). Il compte une sélection aux Jeux olympiques de Londres en 1948 et une autre aux Jeux olympiques d'Helsinki en 1952. 
Il est devenu après sa carrière d'athlète un entraîneur réputé à l'Étoile de Oignies (où il crée la section athlétisme) et à Douai. Il a été en particulier l'entraîneur de Guy Drut